# Ludolf Camphausen

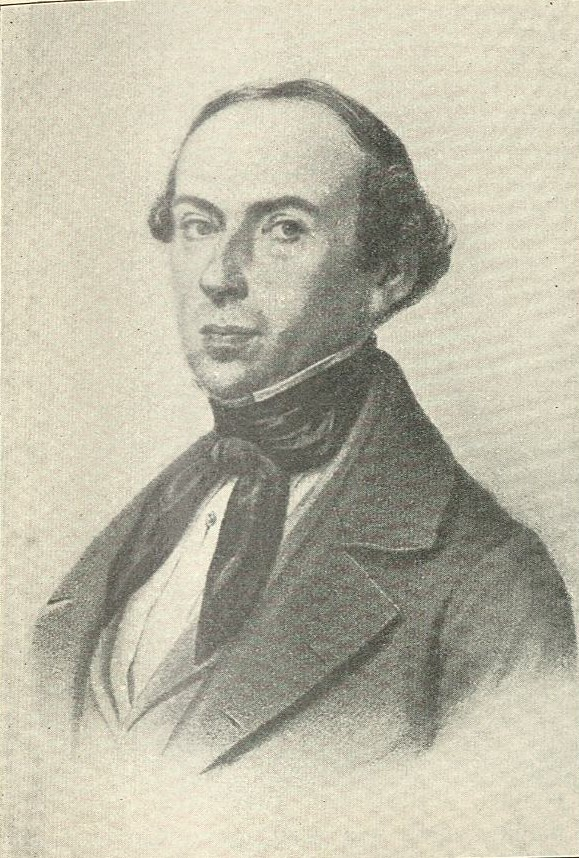
Ludolf Camphausen

Gottfried Ludolf Camphausen (* 10. Januar 1803 in Hünshoven, Département de la Roer, Französische Republik; † 3. Dezember 1890 in Köln) war ein rheinischer Bankier und deutscher Politiker. Als gemäßigter Pol unter den führenden Liberalen der preußischen Rheinprovinz im Vormärz wurde Camphausen in der Revolutionszeit von März bis Juli 1848 Ministerpräsident der preußischen Märzregierung.

## Herkunft und Familie

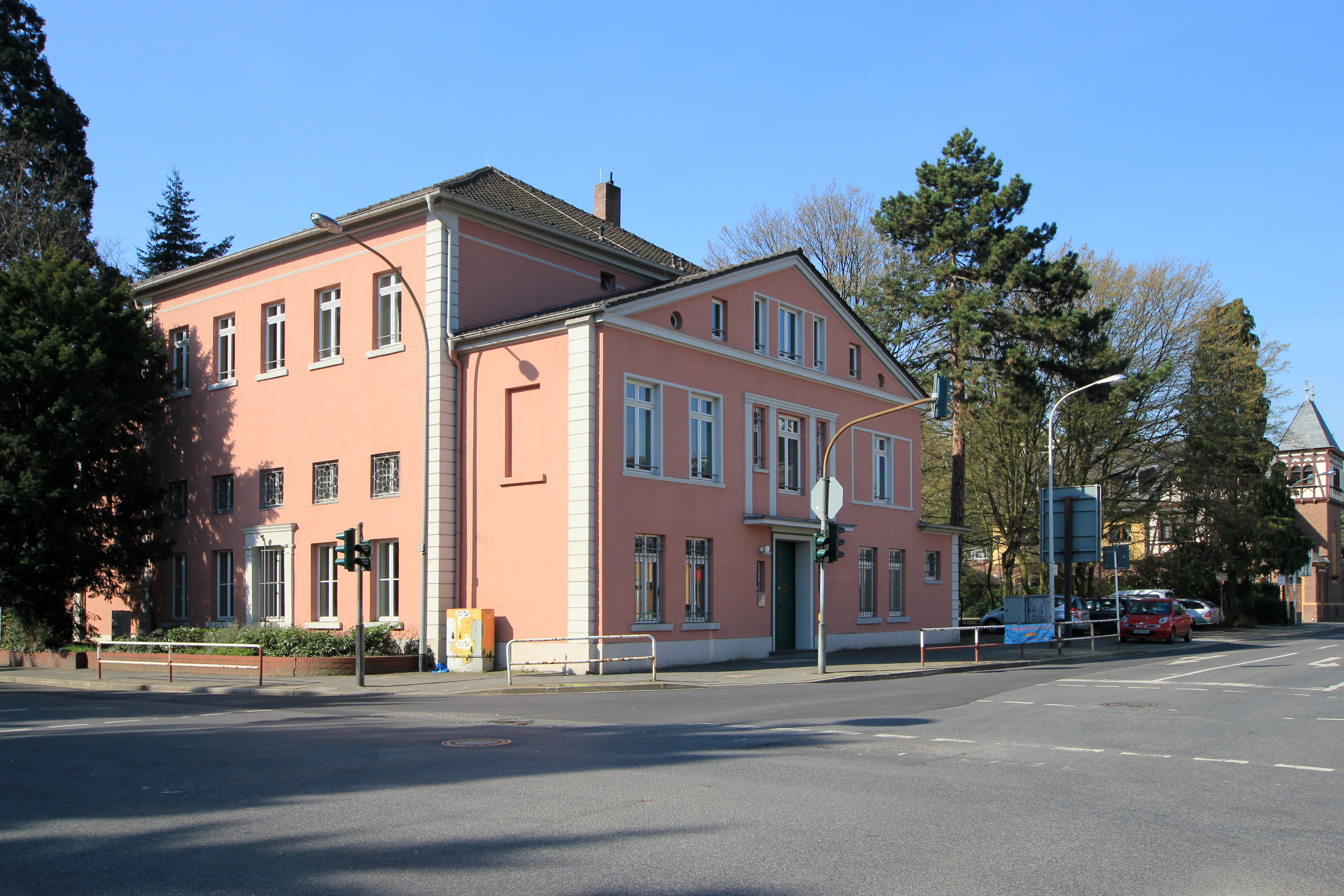
Ehemalige Sommerresidenz der Familie an der Brühler Kaiserstraße

Ludolf Camphausen kam als Bürger der  Ersten Französischen Republik während der Annexion des Rheinlands durch Napoleon Bonaparte zur Welt und wurde erst 1815 Preuße. Die Familie Camphausen spielte schon seit längerem eine bedeutende Rolle für den Handel und das produzierende Gewerbe im Rheinland. Gottfried Ludolf war Sohn des Kaufmannes Gerhard Gottfried Camphausen, der eine Tabak- und Ölhandlung betrieb. Die Mutter war Maria Wilhelmine geborene Peuchen. Das Ehepaar hatte mehrere Kinder. Der Bruder August war später Geschäftspartner von Ludolf Camphausen. Ein anderer Bruder war der spätere preußische Finanzminister Otto von Camphausen.
Camphausen besuchte das Gymnasium in Weilburg. Später ging er auf die Handelsschulen in Rheydt und Berg. Anschließend machte er eine kaufmännische Lehre in Düsseldorf und beteiligte sich am kulturellen Leben der Stadt. Durch den Besuch der Handelsschulen gehörte Camphausen zu der kleinen Gruppe der höher Gebildeten unter den frühen Unternehmern. Dies erleichterte ihm später die Kontakte mit den Bildungsbürgern auf der einen Seite und den vielfach aus der Praxis kommenden Wirtschaftsbürgern auf der anderen Seite.
Ludolf Camphausen heiratete Elise Lenssen, die Tochter eines Spinnereibesitzers aus Rheydt. Mit ihr war er mehr als sechzig Jahre verheiratet. Aus der Ehe ging eine Tochter hervor, die später einen Justizrat Nacken aus Köln heiratete. Ein Ururenkel Camphausens war der 1916 geborene deutsche Botschafter Harald Heimsoeth.

## Unternehmerisches Handeln

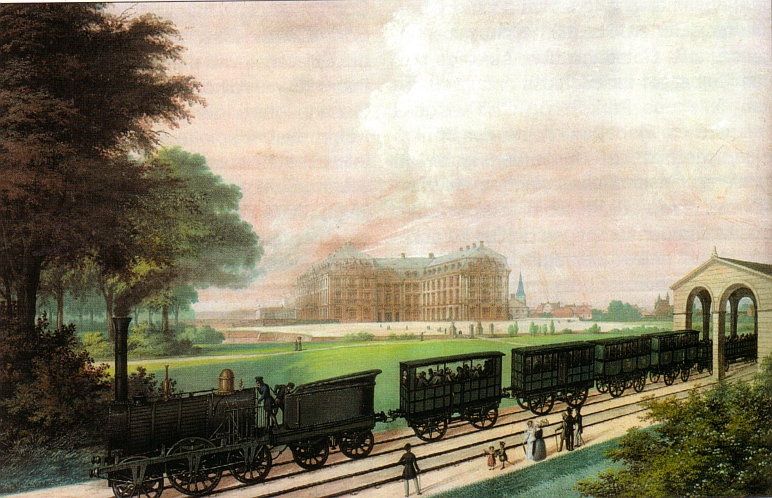
Camphausen war führend an der Finanzierung der Bonn-Cölner Eisenbahn beteiligt (Gemälde um 1844)

Zusammen mit seinem Bruder August übernahm Camphausen nach dem Tod des Vaters das elterliche Geschäft. Daraus ging später das Handels- und Bankhaus A. u. L. Camphausen hervor. Im Jahr 1826 errichteten sie eine Zweigniederlassung in Köln. Da der Geschäftsumfang der Kölner Niederlassung stark anwuchs, zog Ludolf Camphausen 1831 ganz nach Köln. Das Bankhaus gehörte rasch zu den vier größten Kölner Banken. Seit 1831 war Camphausen Mitglied der Kölner Handelskammer, von 1838 bis 1848 ihr Präsident. Als Präsident der Kammer versuchte er mit Eingaben und Denkschriften Einfluss auf die preußischen Regierungsbehörden zu nehmen. Zusammen mit Heinrich Merkens, Wilhelm Ludwig Deichmann und Heinrich von Wittgenstein versuchte Camphausen, der Kölner Wirtschaft neue Impulse zu geben und die Stadt zum dominierenden Handels- und Verkehrszentrum des Rheinlands auszubauen. Stärker als andere rheinische liberale Politiker wie Gustav Mevissen war Camphausen Anhänger des Freihandels. Mevissen und Camphausen waren in den 1840er Jahren denn auch Protagonisten im Streit zwischen Freihändlern und Anhängern des Schutzzolls, der die Handelskammer, den städtischen Rat und die Bürgerschaft zeitweise in zwei Lager spaltete. Dabei konnte sich die freihändlerische Position Camphausens letztlich durchsetzen.
Während sich die meisten Unternehmer in der Zeit der frühen deutschen Industrialisierung zunächst auf ein Geschäftsfeld konzentrierten, gab es insbesondere im Rheinland auch solche wie Camphausen, die in verschiedenste Unternehmungen investierten. Ein besonderer Schwerpunkt lag dabei auf dem Ausbau der Verkehrsinfrastruktur. Eine Neuerung in der Schifffahrt war die Einführung von dampfgetriebenen Schleppern und Lastkähnen. Camphausen gründete 1841 eine rheinische Dampfschleppschifffahrtsgesellschaft, die neben der von Mathias Stinnes zur führenden Schifffahrtsgesellschaft auf dem Rhein wurde. Vor allem setzte er sich aber für den Eisenbahnbau ein. Camphausen begann nach seiner Übersiedlung nach Köln, sich intensiv mit dem Thema auseinanderzusetzen. Zu diesem Zweck studierte er die Literatur zum Eisenbahnwesen und entsprechende Gesetzgebung in England, Belgien und den USA. Die Bahn war für Camphausen ein zentraler „Hebel für die Beförderung materieller Wohlfahrt. […] Der Fortschritt von gewöhnlichen Straßen zu Eisenbahnen ist so riesengroß, dass ein Land, welches sie besitzt, das Land, welches sie nicht besitzt, als auf einer niedrigeren Kulturstufe mit Recht betrachten mag“, schrieb Camphausen 1838. Bis 1837 schrieb er insgesamt 18 Denkschriften zu Wirtschaftsfragen. Die wohl berühmteste ist die vom „Eisernen Rhein“, der Eisenbahn von Köln nach Antwerpen. An der Umsetzung waren neben Camphausen auch David Hansemann und Gustav Mevissen führend beteiligt. Camphausen stieg aus der Führung allerdings schließlich aus. Grund dafür war ein Streit um die Streckenführung der Kölner Investoren mit einer Gruppe aus Aachen um Hansemann. Stark engagiert war Camphausen auch beim Bau der Köln-Mindener und der Bonn-Kölner Eisenbahn. Zu seinen vielen Aktivitäten gehörte auch die Beteiligung an der Gründung der (älteren) Rheinischen Zeitung 1842. Camphausen, Mevissen und andere Großbürger finanzierten das Blatt mit der Absicht, ein in ihrem Sinn fortschrittliches Organ für Politik und Wirtschaft zu etablieren. Journalistisch geprägt wurde es allerdings von linksgerichteten Intellektuellen wie Karl Marx, deren Beiträge deutlich radikaler waren als von den Finanziers beabsichtigt. Obwohl Camphausen die Zeitung weiter finanziell unterstützte und seinen Aktienanteil verdoppelte, stand er ihrem radikalen Kurs kritisch gegenüber. Um ausgleichend zu wirken, schrieben sowohl Camphausen als auch Gustav Mevissen eigene Beiträge für das Blatt. Dennoch konnte dies nicht verhindern, dass die Zeitung 1843 von den preußischen Behörden als Oppositionsblatt verboten wurde.
Nicht zuletzt investierte das Bankhaus Camphausen in Industrie- und Bergbauunternehmen im entstehenden rheinisch-westfälischen Industriegebiet. Es war zusammen mit dem Schaaffhausen’schen Bankverein an der Gründung einer der ersten bergbaulichen Aktiengesellschaften im Ruhrgebiet beteiligt. Bei den Eisenbahnen, im Bergbau und in der Großindustrie hatten sich Aktiengesellschaften als eine besonders effektive und leistungsfähige Form der Kapitalbeschaffung erwiesen. Konsequenterweise forderte Camphausen 1839 die Möglichkeit, auch Banken als Aktiengesellschaften zu führen. Dies stieß aber noch für Jahre auf scharfe Ablehnung durch die preußischen Behörden.
Camphausen kam durch seine unternehmerische Tätigkeit ebenso wie sein Bruder auf ein jährliches Einkommen von etwa 24.000 Talern. Damit gehörten beide zu der nur etwa 2 % der Gesamtbevölkerung umfassende Oberschicht Kölns.

## Politiker im Vormärz

### Rheinischer Liberalismus
Neben seiner wirtschaftlichen Tätigkeit widmete sich Camphausen bereits früh politischen Fragen. Im kommunalen Bereich schlug er zur Finanzierung städtischer Aufgaben die Auflegung einer städtischen Anleihe mit progressiven Tilgungsraten vor. Er wurde 1831 Mitglied des Stadtrates von Köln. Angesichts des erst ein Jahr zuvor erworbenen Bürgerrechts war dies ein ungewöhnlich früher politischer Erfolg. Dem Gremium gehörte er mit nur kurzen Unterbrechungen bis zum Vorabend der Revolution von 1848 an.
Seit den 1830er Jahren entwickelte sich im Rheinland ein von den großbürgerlichen Unternehmern der Region getragene Spielart des Liberalismus. In den frühen 1840er Jahren weckte die Thronbesteigung Friedrich Wilhelms IV. Hoffnungen auf Reformen. Im „Montagskränzchen“, einem informellen Gesprächskreis, an dem sich Camphausen intensiv beteiligte, begann sich die liberale Bewegung im Rheinland zu verdichten. Neben Hermann von Beckerath, Mevissen und Hansemann gehörte Camphausen zu den führenden Köpfen der rheinischen Liberalen. Da es noch keine Parteien gab, bauten insbesondere Camphausen und Hansemann die Kölner Handelskammer auch zu einer politischen Plattform aus. Im Gegensatz zum süddeutschen Liberalismus war der rheinische Liberalismus weniger theoretisch orientiert, aber macht- und selbstbewusster. Ökonomische Fragen spielten bei dieser Gruppe eine wichtige Rolle, wobei der Freihandel, wie ihn Adam Smith propagiert hatte, nicht unumstritten war. Die rheinischen Liberalen übten scharfe Kritik an der obrigkeitsstaatlichen Gängelung der Wirtschaft. Aufgrund ihrer eigenen Erfahrungen sahen sie deutlicher als die süddeutschen Liberalen, die von einer klassenlosen Gesellschaft mittlerer Existenzen auf einer vorindustriellen Basis träumten, dass die Entwicklung in Richtung von Industrialisierung und sozialer Veränderung verlaufen würde. Während die süddeutschen Liberalen nicht selten die drohende Alleinherrschaft des Geldes befürchteten und für den Schutz des alten Gewerbes eintraten, sah Camphausen die Verdrängung des Handwerks durch die Industrie als unvermeidlich an. Dabei seien Pauperismus und Verelendung der Heimarbeiter schmerzlich, aber für eine Übergangszeit unumgänglich.
In Hinblick auf den politischen Einfluss der unteren Schichten gab es unterschiedliche Vorstellungen. Während etwa Mevissen sozialpolitisch orientiert war und sich für gleiche politische Rechte aussprach, wollten Camphausen und andere rheinische Liberale die politischen Rechte der Besitzlosen begrenzen. Im Jahr 1844 empörte sich Camphausen darüber, dass demokratische Intellektuelle versuchten, „den arbeitenden Klassen das Gefühl ihrer Rechte und der Gleichheit ihrer Stellung mit uns […] beizubringen“. Der starke demokratische und sozialistische Einfluss veranlasste Camphausen, sich wieder von der Gründung eines lokalen Ablegers des Centralverein für das Wohl der arbeitenden Klassen zurückzuziehen. Zum Schutz ihrer Interessen forderten Camphausen und die rheinischen Liberalen daher ein Zensuswahlrecht. Gleichzeitig kämpften sie gegen Adelsvorrechte und die Reste des Feudalismus. Ihr Plädoyer für ein starkes Parlament war auch eine Kampfansage an das bestehende monarchische System.

### Verfassungsdiskussion im Vormärz
Im Jahr 1843 wurde Camphausen in den rheinischen Provinziallandtag gewählt. Dort trat er entschieden für die Einführung der Pressefreiheit ein. Gleichzeitig bot der Landtag trotz aller Beschränkungen die Möglichkeit zu einem stärkeren Zusammenschluss der rheinischen Liberalen. Dabei spielte Camphausen eine wichtige Rolle. Mevissen notierte: „An der Spitze der liberalen Partei des Landtages von 1843 steht der durch Schärfe des Geistes, Besonnenheit und Klarheit gleich ausgezeichnete L. Camphausen aus Köln.“ 1845 stellte er im Landtag unter Hinweis auf die Beschlüsse des Wiener Kongresses den Antrag auf „Bildung einer Repräsentation des Volkes im Sinne der königlichen Verordnung vom 22. Mai 1815.“ Camphausen verband dies unter anderem mit einer scharfen Kritik am preußischen Beamtenregiment. Dies führte zu einer heftigen Debatte im Provinziallandtag. An ihr beteiligten sich fast alle maßgeblichen Vertreter des rheinischen Liberalismus, die übereinstimmend den Antrag des Vorsitzenden der ersten Kurie, von Bianco, ablehnten, die Entscheidung über eine Verfassung allein dem König zu überlassen. Zahlreiche rheinische Städte unterstützten diese Forderung mit entsprechenden Petitionen. Camphausen resümierte, dass die Stände mehr parlamentarische Haltung als bei früheren Landtagen gezeigt und ihre „Hauptkräfte auf die wunden Stellen des Staatsorganismus gerichtet“ hätten. Mit seinem Antrag reihte sich Camphausen in eine ganze Reihe vergleichbarer Anträge, etwa in der Provinz Westfalen durch Georg von Vincke, ein.

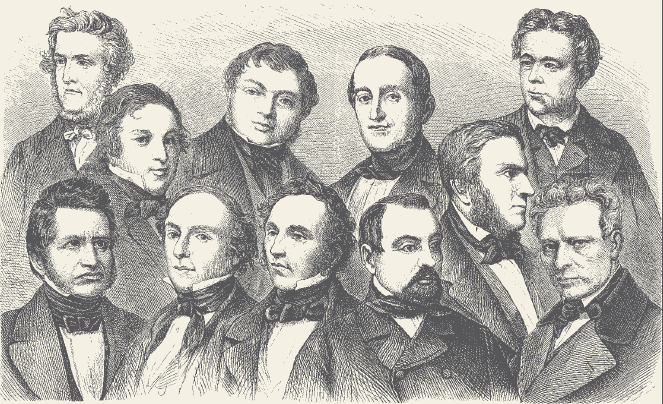
Abgeordnete des Vereinigten Landtages, der preußischen und deutschen Nationalversammlung (unter ihnen auch Camphausen)

Im Jahr 1847 sah sich König Friedrich Wilhelm IV. gezwungen, auf Grund des Staatsschuldengesetzes von 1820 eine gesamtstaatliche Vertretung zu berufen, um die nötigen Finanzmittel zum Bau einer Eisenbahnstrecke von Berlin nach Königsberg zu bewilligen. An Stelle eines gewählten preußischen Landtages wurde allerdings nur eine ständisch gegliederte Versammlung aus Mitgliedern der Provinziallandtage, der Vereinigte Landtag, einberufen. Unmittelbar nach Bekanntwerden des entsprechenden Patents vom 3. März 1847 übte Camphausen in einem Brief an seinen Bruder scharfe Kritik am Vorgehen des Monarchen und machte deutlich, dass die rheinischen Liberalen bereit waren, in die Offensive zu gehen und die Gelegenheit zur Durchsetzung einer gesamtstaatlichen Verfassung zu nutzen. Das Patent müsse „notwendig einen Verfassungsstreit hervorrufen, und wären die zahlreichen angreifbaren Stellen nicht vorhanden, so müsste die Opposition deren aufsuchen. Die lebendigere Erkenntnis der Rechten und Pflichten im Staate und die bis zur Furchtlosigkeit und Hingebung gesteigerte Teilnahme für sie kann nur im Kampf gewonnen werden, den die Presse zu eröffnen hat.“
Camphausen wurde vom rheinischen Provinziallandtag in den Vereinigten Landtag gewählt. Neben von Beckerath, Hansemann, August von der Heydt, Mevissen, Maximilian von Schwerin-Putzar und von Vincke war er eine der führenden Persönlichkeiten der liberal-konstitutionellen Opposition. Bereits unmittelbar nach der Eröffnung gehörte er zu denjenigen, die dafür eintraten, anstelle der ständischen Strukturen eine einheitliche Versammlung zur Beratung der Gesetze zu bilden. Außerdem plädierte Camphausen für den periodischen Zusammentritt einer solchen Versammlung. Um den Forderungen der gemäßigten liberalen Opposition Nachdruck zu verleihen, entwarf Camphausen zusammen mit von Beckerath und von der Heydt eine Petition, die von 139 Mitgliedern der Versammlung unterzeichnet wurde. Camphausen unterstützte von Beckeraths Antrag, das Gesetz, das bislang die Wählbarkeit an bestimmte Konfessionen knüpfte, aufzuheben.
Allerdings zeigte sich Camphausen auch kompromissbereit. So plädierte er am 25. Juni 1847 dafür, in der Verfassungsfrage der Herrenkurie entgegenzukommen, um überhaupt zu einer Einigung zu gelangen. Seine Bereitschaft, den Gegensatz zur Krone nicht noch weiter zu vertiefen, zeigte sich auch nach der Ablehnung der Verfassungsforderung durch den König. Während Hansemann, unterstützt von weiteren 138 Abgeordneten, in einer Erklärung die liberalen Ziele noch einmal bekräftigte, wollte Camphausen die königliche Erklärung unerwidert lassen und stattdessen den Petitionsweg einschlagen.
Als schwacher Ersatz für die Periodizität des Landtages wurden vom König vereinigte Ausschüsse zugestanden. Während eine Minderheit um Hansemann die Beteiligung an den Ausschusswahlen verweigerte, sprach sich Camphausen für eine Beteiligung aus, beharrte aber darauf, dass die Ausschüsse keinen Ersatz für einen Landtag darstellten und ließ keinen Zweifel daran, dass für die liberale Opposition die Verfassungsfrage weiterhin akut bleibe. Als die Ausschüsse Ende 1847 einberufen wurden, um über den Entwurf eines Strafgesetzbuches zu beraten, plädierte die Mehrzahl der rheinischen Liberalen, die das im Rheinland geltende französische Recht in Gefahr sahen, für einen Boykott. Camphausen zog sich den Unmut der übrigen Liberalen zu, als er sich für eine Beteiligung aussprach, um dort die Position der Opposition darzulegen.
Als Mitglied des Vereinigten ständischen Ausschusses sorgte Camphausen dafür, dass die Verfassungsfrage auf der Tagesordnung blieb. Er zog die Legitimität dieses Organs in Frage und warf der Regierung vor, am Schluss der ersten Sitzungsperiode des Vereinigten Landtages die zur Verständigung ausgestreckten Hand der Ständevertreter „im Zorn zurückgestossen“ zu haben. Damit setzten die Liberalen noch vor Beginn der Märzrevolution in Preußen ein Zeichen. Eine revolutionäre Umwälzung wollten sie allerdings unter allen Umständen vermeiden.

## Während der Märzrevolution

### Begrenzung der Revolution

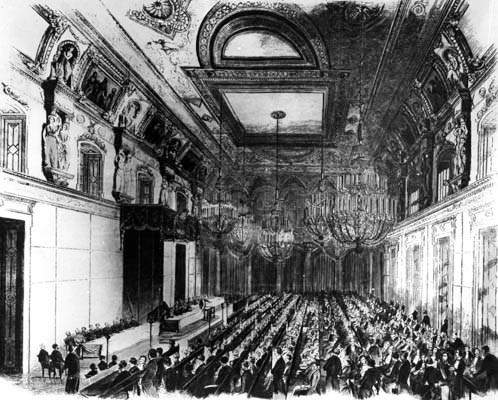
Eröffnung des zweiten Vereinigten Landtages (1848)

Die Februarrevolution in Paris schreckte die deutschen Liberalen auf. Camphausen schrieb am 1. März, dass die Ereignisse „in Frankreich wie Blei auf alle Sinnen“ wirkten. Während ein Teil der Liberalen die Revolution in Frankreich als Druckmittel nutzen wollte, um die Regierungen in Deutschland endlich zu Reformen zu bewegen, lehnte Camphausen dies ab. Vor allem die Beteiligung Hansemanns an der Heidelberger Versammlung der 51, deren Beschlüsse schließlich zur Frankfurter Nationalversammlung führten, stieß auf die Kritik  Camphausens, der schon im Oktober 1847 die Einladung Hansemanns zur Teilnahme an der Heppenheimer Tagung abgelehnt hatte.
Stattdessen setzte er auf eine Vereinbarung zwischen bürgerlicher Opposition und den Landesherren und letztlich auf eine Reform des Deutschen Bundes durch einen Fürstenkongress statt auf eine Veränderung durch ein revolutionäres Parlament. Der Deutsche Bund sollte dabei im liberalen Sinn umgestaltet werden und eine Volksvertretung erhalten. Das revolutionär zustande gekommene Vorparlament sollte, so Camphausen, durch eine legitime Versammlung gesprengt werden. „Was die Heidelberger, unter ihnen Hansemann, beschlossen, wäre nicht viel weniger als die deutsche Republik; ich will womöglich zur Vernunft reden und einstweilen die Hand drin haben.“ Im Rheinland versuchte Camphausen die Opposition auf seine äußerst gemäßigte Linie festzulegen. Es gelang ihm, die Petitionen des Kölner Gemeinderates in seinem Sinne zu beeinflussen. Auch auf einer Tagung führender rheinischer Liberaler in Bonn setzte er nach heftigen Kontroversen mit Hansemann und Mevissen seine Haltung durch. Die schließlich angenommene Erklärung blieb aber wirkungslos, da sich die Situation mit der Märzrevolution in Berlin am 6. März 1848 ohnehin grundlegend gewandelt hatte.

### Bildung der Regierung Camphausen-Hansemann
In den meisten deutschen Staaten zeigten sich die Monarchen bereit, gemäßigte Oppositionelle aus dem Vormärz in die Regierungen zu berufen, in der Hoffnung, die revolutionäre Bewegung bremsen zu können. Diese Regierungen werden im Allgemeinen als Märzministerium bezeichnet. Der erste Versuch scheiterte in Preußen allerdings daran, dass diesem vor allem Beamte angehörten. Unmittelbar nach dem Beginn der Revolution hatte der König mit Adolf Heinrich von Arnim-Boitzenburg einen neuen Ministerpräsidenten ernannt. Allerdings wurde sein Kabinett vor allem im Rheinland scharf kritisiert und stattdessen ein „volkstümliches Ministerium“ gefordert. Es waren sogar Gerüchte über separatistische Tendenzen im Umlauf. Der Kölner Regierungspräsident Karl Otto von Raumer argumentierte, dass in der Rheinprovinz nur ein Kabinett akzeptiert würde, dem Camphausen und möglichst auch Hansemann angehörten. Der König wollte zunächst Camphausen in das Kabinett von Arnim-Boitzenburg integrieren. Als Camphausen sich weigerte, sah sich Friedrich Wilhelm IV. am 29. März 1848 zur Bildung einer neuen Regierung unter Camphausen gezwungen. Camphausen war damit der erste Bürgerliche auf diesem Posten überhaupt. Als Finanz- und später auch Handelsminister spielte auch Hansemann eine wichtige Rolle. Daher wird diese Regierung in der Regel als Kabinett Camphausen–Hansemann bezeichnet. König Friedrich Wilhelm IV. demonstrierte mit der Ernennung von führenden Vertretern der vormärzlichen Opposition seine Anerkennung der Revolution. Als wichtiger Nebeneffekt wurde die Kreditwürdigkeit des preußischen Staates, die durch die Revolution erschüttert worden war, durch die Regierungsbeteiligung von Camphausen und Hansemann wiederhergestellt.
Die Regierung Camphausen-Hansemann bestand aus gemäßigten liberalen Großbürgern und Adligen. Alfred von Auerswald war Innenminister, Friedrich Wilhelm Ludwig Bornemann Justizminister und Heinrich Alexander von Arnim Außenminister. Kriegsminister wurde für wenige Tage Karl von Reyher und danach August Wilhelm Graf von Kanitz. Das neue Kabinett wies eine starke Kontinuität auf: Nur Camphausen, Hansemann und Kanitz waren neu, die übrigen Minister blieben im Amt oder stammten wie Bornemann aus der hohen Ministerialbürokratie. Die Regierung sah ihre Aufgabe darin, alles zur „Rettung des Staates“ zu tun. Von zentraler Bedeutung war dabei die Einlösung des Verfassungsversprechens. Dabei setzte die Regierung allerdings zunächst nicht auf eine Nationalversammlung, sondern auf die Wiedereinberufung des Vereinigten Landtages, um so Kontinuität zur vorrevolutionären Zeit zu demonstrieren. Die Errungenschaften der Märzrevolution sollten gesichert werden, gleichzeitig sollte die Revolution selbst „geschlossen“ werden. Camphausen beschrieb den Charakter und die Zielsetzung seiner Regierung später als ein „Ministerium, nach seiner persönlichen Zusammensetzung geeignet, den Staat ohne lebensgefährliche Zuckungen über die Kluft, welche das alte System von dem neuen trennt, hinüber zu führen.“ Eine andere Selbstcharakterisierung war ein „Ministerium des Übergangs, der Vermittlung“.

### Regierungspolitik

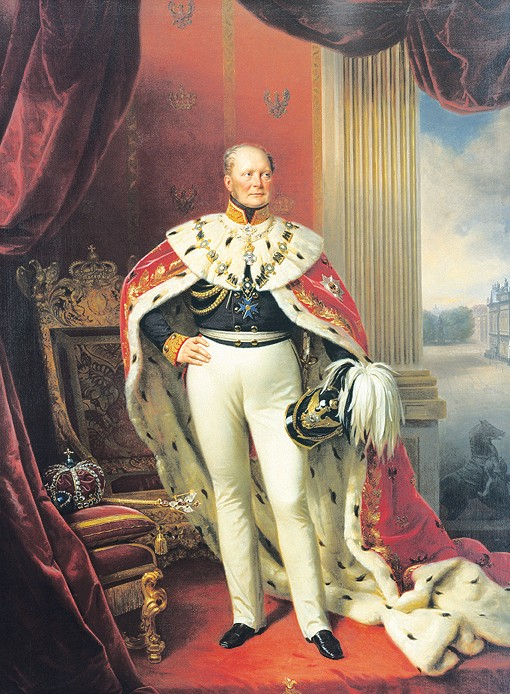
Friedrich Wilhelm IV.

Das Handeln Camphausens war ganz auf Preußen gerichtet, ein Aufgehen in einem deutschen Nationalstaat lehnte er ab. Die Politik der neuen Regierung war geprägt von gemäßigten Reformen, einer entschiedenen Haltung gegen die radikalen Demokraten und dem Versuch eines Ausgleichs mit Adel und Krone. Dennoch war das Kabinett Camphausen die erste preußische Regierung, die Ministerverantwortung und Selbstbewusstsein gegenüber dem Monarchen bewies. Mehrmals kam es zu Konfrontationen mit dem anachronistischen Beharren des Königs auf seinem Gottesgnadentum. Auch in Militärfragen hat Camphausen den Konflikt mit Friedrich Wilhelm IV. nicht gescheut. So ließ er eine vom König anberaumte Parade der Bürgerwehr verbieten, da zu dieser nicht die zuständigen Minister eingeladen worden waren. Allerdings leistete der König Widerstand gegen jegliche Versuche, die königlichen Rechte im Militärbereich zu beschränken. So setzte der König gegen den Willen Camphausens Kanitz als Kriegsminister durch. Erschwert wurde das Handeln der neuen Regierung nicht zuletzt durch die Staatsbürokratie, die sich weiterhin dem alten System verbunden fühlte. Der Versuch vor allem Hansemanns, zentrale Schlüsselpositionen umzubesetzen, scheiterte im Wesentlichen am hinhaltenden Widerstand der höheren Verwaltungsbeamten. Camphausen unterstützte diese Pläne nur bedingt, da diese Eingriffe neue Konflikte mit der Krone bedeutet hätten. Abgesehen vom Geschäftsbereich Hansemanns war die Ernennung des im Vormärz wegen politischer Gründe aus Berlin verbannten Jodocus Donatus Hubertus Temme zum Staatsanwalt in Berlin eine Ausnahme. Ein äußeres Zeichen für das größere Selbstbewusstsein des Staatsministeriums war sein Umzug aus dem Berliner Stadtschloss in die Wilhelmstraße 74. Zu den Reformen gehörte der Erlass vom 3. April 1848 mit der Absicht, die Verhältnisse zwischen bäuerlichen Grundbesitzern und Gutsherrschaften endgültig zu regeln. Nicht zuletzt zu diesem Zweck wurde ein neues Ministerium für Handel, Gewerbe und öffentliche Arbeiten geschaffen. Freilich dauerte es noch bis ins Frühjahr 1849, bis die Ablösung der Feudalrechte der Grundherren abschließend geregelt werden konnte. Zu den so genannten Aprilgesetzen gehörte auch die grundsätzliche Gewährung von Rechten wie der Versammlungs- und Pressefreiheit, die allerdings unter bestimmten Umständen eingeschränkt werden konnten. Vor dem Hintergrund der Obstruktion durch die Bürokratie gelang es der Regierung nicht, eine Justiz- und Verwaltungsreform auf den Weg zu bringen. Eine Ausnahme bildete die Wiederherstellung des rheinischen Rechts. Der Code civil wurde damit wieder zum Gesetzbuch im Linksrheinischen, im übrigen Preußen blieb das Allgemeine Landrecht in Geltung. Eine Heeresreform blieb in den Anfängen stecken. Dabei wurden Hansemanns Reformvorschläge nicht nur von der Krone, sondern auch von Camphausen abgelehnt.
Noch im April begann die Regierung an einem Verfassungsentwurf zu arbeiten. Ziel war es, am Ende zu einer Vereinbarung zwischen Krone, Kabinett und Nationalversammlung zu kommen. Nach Camphausens Ansicht sollte diese berücksichtigen „was die Gegenwart gebracht hat, [und] was von der Vergangenheit geblieben ist.“ Dem Drängen des Königs, ständische Elemente zu berücksichtigen, entzog sich die Regierung Camphausen weitgehend. Der Entwurf, an dem Hansemann stark beteiligt war, folgte überwiegend konstitutionell-liberalen Vorstellungen. Nur mit Mühe konnte der König von dem Konzept überzeugt werden. Letztlich setzte sich Camphausen mit dem Argument durch, dass es die „unerbittliche Gewalt des Augenblicks“ nicht zulasse, „von den jetzt beliebten Verfassungsformen und Mustern erheblich abzuweichen.“

### Konflikt mit der Nationalversammlung und Scheitern
Camphausen wurde nicht nur von Vertretern der alten Ordnung, sondern auch von der politischen Linken unter Druck gesetzt. Kritisiert wurde die anfängliche Entscheidung, anstatt der Einberufung einer Nationalversammlung noch einmal den Vereinigten Landtag einzuberufen. Der Vereinigte Landtag zwang die Regierung allerdings, selbst eine konstituierende Nationalversammlung einzuberufen. Gegen seine eigene Überzeugung befürwortete Camphausen ein weitgehend gleiches Wahlrecht, um dem Druck der unteren Schichten zu begegnen. „Die Forderung des Augenblicks war, gegen bessere Überzeugung das allgemeine Stimmrecht zu befürworten“, um die „heulenden Wölfe vom Schlimmsten“ abzuhalten.
Von einem Teil der radikaleren Liberalen und der Demokraten wurde seine Vermittlungspolitik und sein Versuch, sich weiterhin auf dem bestehenden – d. h.: vorrevolutionären – Rechtsboden zu bewegen, scharf kritisiert. Ausgesprochen unbeliebt machte sich Camphausen, als er half, die Rückkehr des Prinzen Wilhelm („Kartätschenprinz“), der als entschiedener Gegner der Revolution galt, aus dem Exil zu ermöglichen. Insbesondere die Rückrufung Wilhelms löste in Berlin Massenproteste aus, die zeigten, dass die Regierung Camphausen in der Hauptstadt ihren Rückhalt bereits weitgehend verloren hatte. Auch in den Provinzen kam es zu Protesten. Nur unter Androhung seines Rücktritts gelang es Camphausen, den Prinzen zu einem halbherzigen Bekenntnis zur neuen Situation zu bewegen. Auch wenn nach außen hin die Einheit aufrechterhalten wurde, spaltete sich der Kreis der rheinischen Liberalen vor diesem Hintergrund endgültig in zwei Gruppen, eine um Camphausen, die andere um Mevissen.
Die Folge des allgemeinen Wahlrechts war, dass in der preußischen Nationalversammlung die linken Kräfte bemerkenswert stark waren, während Camphausen und die Abgeordneten der konstitutionellen Opposition des Vormärz nunmehr den rechten Flügel bildeten.

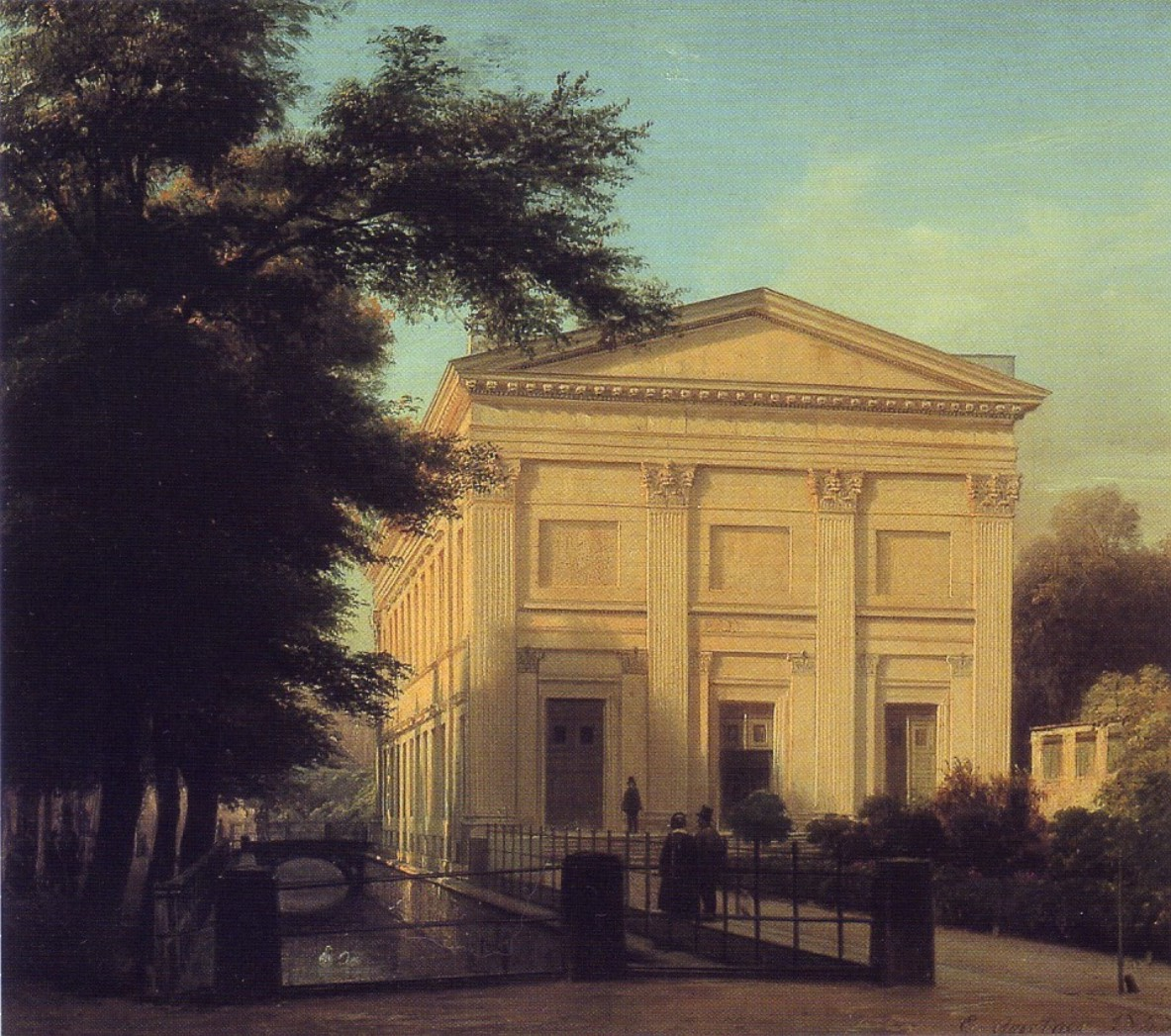
Sing-Akademie zu Berlin – Tagungsort der Preußischen Nationalversammlung 1848 (Gemälde von Eduard Gärtner, 1843)

Camphausen versuchte den revolutionären Charakter der Nationalversammlung herunterzuspielen und sie und seine Regierung in die vormärzliche Kontinuität zu stellen. Er glaubte so dem Misstrauen der alten Eliten begegnen zu können. Aus diesem Grund hielt er auch an der im Vormärz entwickelten Vereinbarungsstrategie fest und setzte nicht auf die demokratische Parole der Volkssouveränität. Dies scheiterte aber schon im Ansatz an der linken Mehrheit des Parlaments. Das Vereinbarungskonzept wurde durch den Antrag von Julius Berends vom 8. Juni 1848 radikal in Frage gestellt. Der Antrag zielte auf eine förmliche Anerkennung der Revolution ab. Darin wurde die Nationalversammlung aufgefordert, „in Anerkennung der Revolution zu Protokoll zu erklären, dass die Kämpfer des 18. und 19. März sich wohl ums Vaterland verdient gemacht hätten.“ Das Ziel war, deutlich zu machen, dass die Nationalversammlung sich keineswegs in der vormärzlichen Tradition sah, sondern aus revolutionären Recht handelte. Unterstützt von den gemäßigten Liberalen und der Rechten überstand die Regierung diese Herausforderung zunächst noch.
Zu einem weiteren Feld der Kritik entwickelte sich die Verfassungsfrage. Den vom Kabinett Camphausen-Hansemann am 22. Mai 1848 veröffentlichten Verfassungsentwurf lehnten sowohl die Demokraten wie auch ein Großteil der Liberalen ab, da er zwar bürgerliche Rechte garantierte, die Macht des Königs aber nicht einschränkte und weiter besondere Standesvorrechte festschrieb. Am 15. Juni 1848 nahm das Parlament einen Antrag des Abgeordneten Benedikt Waldeck an. Dieser bestätigte das Recht des Parlaments, an dem Regierungsentwurf Änderungen vorzunehmen oder, falls nötig, einen eigenen Entwurf zu erarbeiten. Tatsächlich erarbeitete ein Verfassungsausschuss des Parlaments in der Folge die so genannte Charte Waldeck. Damit hatte die Regierung ein zentrales Feld der staatlichen Neugestaltung an das Parlament verloren. Zugleich wurde die Abstimmungsniederlage als eine Art Misstrauensvotum aufgefasst. Die linksliberale Berliner Nationalzeitung fragte: „Wie ist es möglich, dass nach einer solchen Abstimmung das Ministerium noch glauben mag, regieren zu können?“
Die militärische Niederschlagung des Berliner Zeughaussturms vom 14. Juni 1848 verstärkte das Misstrauen der parlamentarischen Linken. Sie lehnte den von Camphausen angebotenen Schutz der Nationalversammlung durch die Armee ab, um nicht in Abhängigkeit von einer vorrevolutionären Instanz zu geraten. Darin wiederum sahen Camphausen und der König einen Angriff auf die Autorität der Krone, was das Ende der Regierung Camphausen-Hansemann bedeutete. Camphausen trat am 20. Juni 1848 zurück, obwohl die Nationalversammlung bei aller Kritik doch gerne an ihm festgehalten hätte. Temme etwa schrieb im Rückblick: „War seitdem noch ein ehrliches Ministerium in Preußen? Ein so ehrliches gewiss nicht!“ Camphausen erklärte, der Zweck seines Amtes sei erreicht, das Ministerium der Vermittlung müsse sich nun in ein Ministerium der Ausführung wandeln. Sein Nachfolger im Amt des Ministerpräsidenten wurde der liberale Adelige Rudolf von Auerswald.

### Gesandter in Frankfurt
Nach Camphausens Rücktritt versuchte Heinrich von Gagern, ihn für den Eintritt in die provisorische Zentralgewalt – die von der Frankfurter Nationalversammlung eingerichtete gesamtdeutsche Exekutive – zu gewinnen. Vorgesehen war er für das Amt des Außenministers, andere Historiker vermuten, sogar für die Position des Präsidenten. Camphausen lehnte ab, weil er befürchtete, in Frankfurt „gebraucht und missbraucht“ zu werden. Vor allem die Tendenz der Nationalversammlung, regieren zu wollen, führte zu einer Absage, obwohl ihn der neue preußische Ministerpräsident und selbst der König drängten, das Amt anzunehmen, um in Frankfurt den preußischen Einfluss zu stärken.
Stattdessen ging Camphausen als Bevollmächtigter Preußens bei der Zentralgewalt nach Frankfurt. Dies schien ihm eine Möglichkeit zu sein, aus dem Hintergrund Einfluss auf die Verfassungsdiskussion zu nehmen und für seine gemäßigt liberalen Ziele tätig zu werden. Wie in Berlin war er auch in Frankfurt Gegner der demokratischen Bewegung und trat mit dem Mandat Preußens für die kleindeutsch-preußisch orientierte Lösung der deutschen Frage ein. „Nur Preußen vermag in Deutschland die Einheit zu schaffen; kein anderer Staat hat dazu die Festigkeit, Kraft und Bedürfnis wie wir; es wird unvermeidlich unser Los sein, das letzte Wort zu reden.“ Die von der Nationalversammlung schließlich verabschiedete Reichsverfassung lehnte Camphausen ohne Vereinbarung mit den Monarchen ab, trotzdem riet er dem preußischen König zur Annahme der angebotenen Kaiserkrone. Allerdings blieben seine Bemühungen letztlich erfolglos, da die Nationalversammlung am 27. März 1849 die Verfassung annahm und er auch in Berlin deutlich an Einfluss auf die preußische Regierung und König Friedrich Wilhelm IV. verloren hatte. Am 3. April, dem gleichen Tag, an dem die am 30. März beauftragte Kaiserdeputation in Berlin Friedrich Wilhelm erfolglos die Kaiserkrone antrug, brachte Camphausen eine Zirkulardepesche auf den Weg, die aufzeigen sollte, wie aus preußischer Sicht der fast unausweichliche Konflikt mit der Nationalversammlung gelöst werden könne. Als elementar wurden dabei eine erneute Kaiserwahl durch die deutschen Regierungen und eine Verfassungsentscheidung im Wege der Vereinbarung mit den deutschen Staaten dargestellt – Forderungen, die zwar in der Nationalversammlung nur sehr geringe Chancen auf eine Mehrheit hatten, die aber nicht nur für Camphausen, sondern auch für gemäßigte und in der Paulskirche einflussreiche Liberale wie den Vorsitzenden des Verfassungsausschusses Friedrich Daniel Bassermann sowie mehrere Regierungen des Deutschen Bundes akzeptabel waren.
Am 28. April ging der Nationalversammlung über Camphausen die offizielle Antwort der preußischen Regierung zu, in der die Kaiserkrone und -würde mit näherer Begründung abgelehnt wurde und detaillierte Änderungswünsche zur Reichsverfassung vorgetragen wurden, welche die ohnehin brüchigen Kompromisse zwischen Demokraten und Liberalen in der Frankfurter Nationalversammlung deutlich überforderten. Folglich wies die durch Austritte konservativer und liberaler Abgeordnete schon stärker nach links orientierte Deutsche Nationalversammlung am 4. Mai 1849 mit 190 gegen 188 Stimmen die preußischen Vorschläge zurück und forderte die Bevölkerung auf, für die Anerkennung und Umsetzung der bestehenden Reichsverfassung einzutreten. Aufgrund des absehbaren Scheiterns seiner Mission war Camphausen schon einige Tage zuvor von seinem Amt zurückgetreten.

## Wirken nach der Revolution

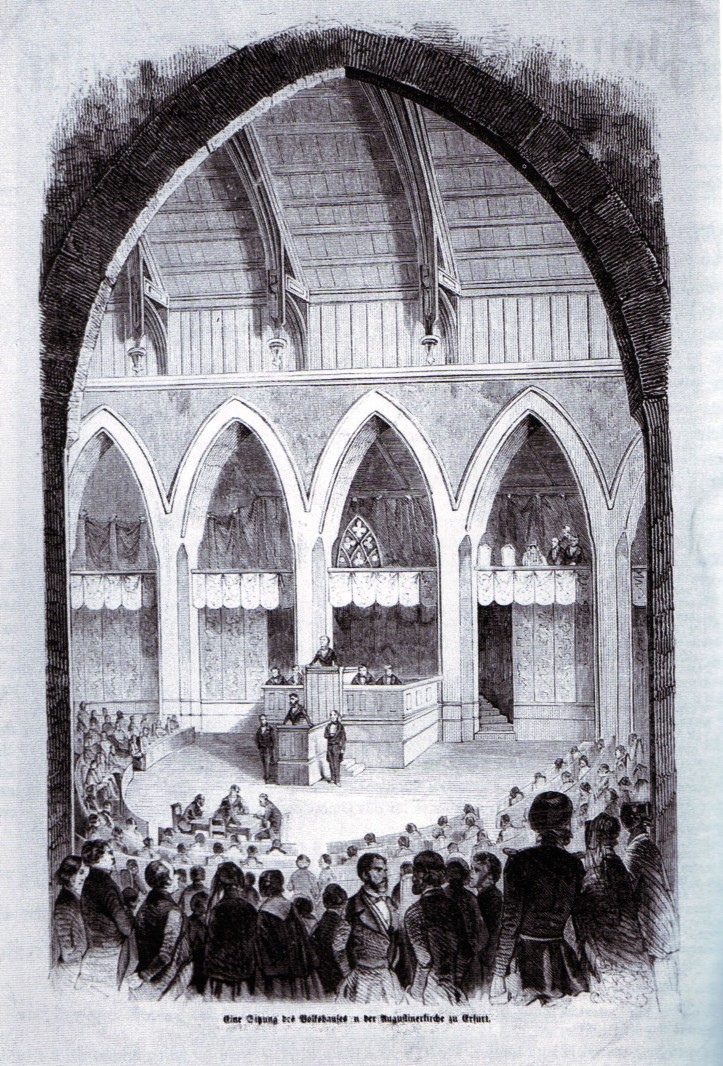
Sitzung des Volkshauses des Unionsparlaments im Schiff der Erfurter Augustinerkirche

Camphausen erkannte im Gegensatz zur Linken in der preußischen Nationalversammlung die oktroyierte preußische Verfassung vom 5. Dezember 1848 als gültigen Rechtsboden an. Als Mitglied der ersten Kammer – der Vorläuferin des preußischen Herrenhauses – arbeitete er 1849 in deren Zentralausschuss an der Revision der Verfassung mit, die Anfang 1850 erlassen wurde. In der Folgezeit (1850/51) gehörte er dort der gemäßigt liberalen Opposition an.
Im Jahr 1850 wurde er zum Mitglied des Volkshauses des Erfurter Unionsparlaments gewählt. Dieses war die Legislative eines vor allem von Joseph von Radowitz projektierten kleindeutschen Bundesstaates unter preußischer Führung. Camphausen wurde Referent des wichtigen Verfassungsausschusses. Dabei gelang es ihm, das Parlament zu überzeugen, nicht über jeden Artikel der Verfassung einzeln, sondern über den Entwurf en bloc abzustimmen. Die Bemühungen der Unionspolitik Preußens waren allerdings nicht von Erfolg gekrönt, da das Dreikönigsbündnis vor allem auf österreichischen Druck hin zerfiel. Die Verfassung von Erfurt trat nie in Kraft.

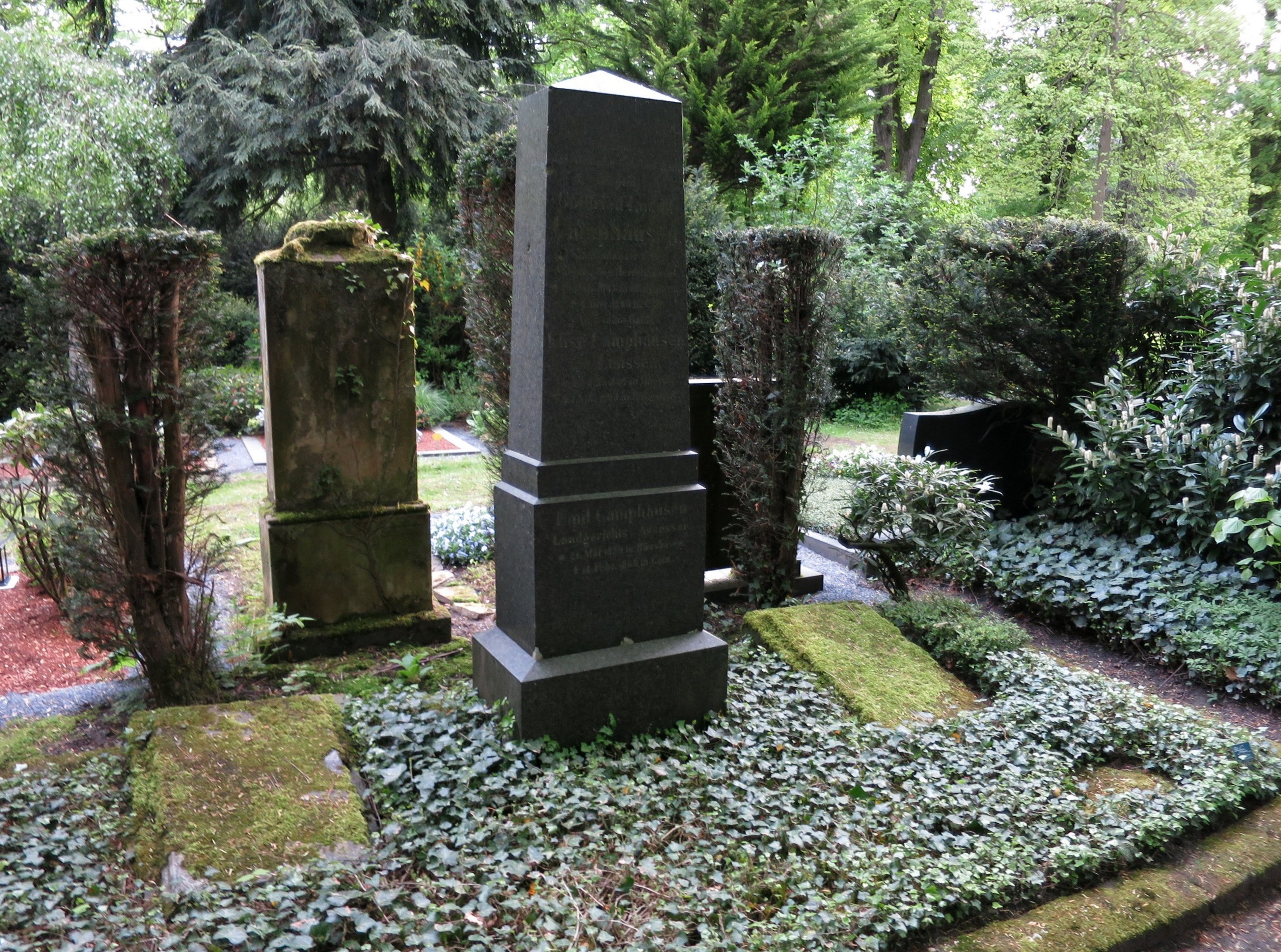
Grab auf dem Friedhof Melaten

Nach seinem Austritt aus dem Staatsdienst trat Camphausen zuerst wieder in seine frühere Stellung als Associé des Bankhauses A. u. L. Camphausen. Seit 1868 zog er sich auch von den geschäftlichen Tätigkeiten zurück und widmete sich als Privatgelehrter naturwissenschaftlichen Studien. Sein Interesse galt insbesondere der Astronomie; Camphausen besaß in der Nähe von Bonn eine eigene Sternwarte. Er entwickelte dabei eine neue Methode der Ortsbestimmung. Aufgrund seiner wissenschaftlichen Arbeiten wurde ihm am 11. Oktober 1860 anlässlich des fünfzigjährigen Jubiläums der Universität Berlin die Ehrendoktorwürde verliehen.
In gewissem Umfang blieb er allerdings weiter politisch tätig. 1860 wurde er Mitglied des preußischen Herrenhauses auf Lebenszeit. Daneben war er von 1867 bis 1871 für die Altliberalen Mitglied des Norddeutschen Reichstages.
Ludolf Camphausen starb am 3. Dezember 1890 und wurde in Köln auf dem Melaten-Friedhof (Lit. L, zwischen Lit. O+N) begraben.

## Schriften (Auswahl)
- Zur Eisenbahn von Köln nach Antwerpen. Pet. Schmitz, Köln 1833 (eingeschränkte Vorschau in der Google-Buchsuche [abgerufen am 8. November 2023]).

### Sekundärliteratur
- Erich Angermann: Camphausen, Gottfried Ludolf. In: Neue Deutsche Biographie (NDB). Band 3, Duncker & Humblot, Berlin 1957, ISBN 3-428-00184-2, S. 112–115 (Digitalisat).
- Anna Caspary: Ludolf Camphausens Leben. Nach seinem handschriftlichen Nachlaß. J. G. Cotta Nachf., Stuttgart/Berlin 1902.
- Joseph Hansen: König Friedrich Wilhelm IV. und das liberale Märzministerium Camphausen-Hansemann i. J. 1848. Lintz, Trier 1913.
- Klaus Herdepe: Die preußische Verfassungsfrage 1848. Neuried 2002, ISBN 3-936117-22-5.
- Jürgen Hofmann: Das Ministerium Camphausen-Hansemann. Zur Politik der preußischen Bourgeoisie in der Revolution 1848/49. Akademie Verlag, Berlin 1981.
- Jürgen Hofmann: Ludolf Camphausen. Erster bürgerlicher Ministerpräsident in Preußen. In: Helmut Bleiber (u. a.; Hrsg.): Männer der Revolution von 1848. Band 2. Akademie-Verlag, Berlin (Ost) 1987, ISBN 3-05-000285-9, S. 425–448.
- Dieter Langewiesche: Gesellschaft- und verfassungspolitische Handlungsbedingungen und Zielvorstellungen europäischer Liberaler in den Revolutionen von 1848. In: Wolfgang Schieder: Liberalismus in der Gesellschaft des deutschen Vormärz. Vandenhoeck & Ruprecht, Göttingen 1983.
- Ludolf Camphausen. In: Meyers Konversations-Lexikon. 4. Auflage. Band 3, Verlag des Bibliographischen Instituts, Leipzig/Wien 1885–1892,  S. 769.
- Wolfgang J. Mommsen: 1848. Die ungewollte Revolution. Die revolutionären Bewegungen in Europa 1830–1849. Frankfurt a. M. 1998, ISBN 3-10-050606-5.
- Der Nachlass Ludolf Camphausen im Kölner Stadtarchiv (mit Ergänzungen), bearb. von Hildegard Thierfelder. In: Mitteilungen aus dem Stadtarchiv von Köln. Heft 48, Neubner, Köln 1964.
- Thomas Nipperdey: Deutsche Geschichte 1800–1866. Bürgerwelt und starker Staat. C.H. Beck, München 1998, ISBN 3-406-44038-X.
- Herbert Obenaus: Anfänge des Parlamentarismus in Preußen bis 1848. Droste, Düsseldorf 1984, ISBN 3-7700-5116-5.
- Karl Obermann: Zur Tätigkeit von Ludolf Camphausen als preußischer Bevollmächtigter in Frankfurt a. M. Juli 1848 bis April 1849. Mit unveröffentlichten Briefen. In: Jahrbuch für Geschichte, Band 8, Berlin 1973, S. 407–457.
- Beate-Carola Padtberg: Ludolf Camphausen. In: Ottfried Dascher, Everhard Kleinertz (Hrsg.): Petitionen und Barrikaden. Rheinische Revolutionen 1848/49. Aschendorff, Münster 1998, ISBN 3-402-05378-0, S. 108–110.
- Fritz Schmitt: Ludolf Camphausen. Vom Kaufmann zum Politiker. Frankfurt 1924 (Phil. Diss. v. 9. Mai 1923).
- Mathieu Schwann: Ludolf Camphausen. 3 Bände, Baedeker, Essen an der Ruhr 1915.
- Wolfram Siemann: Die deutsche Revolution von 1848/49. Wissenschaftliche Buchgesellschaft, Darmstadt 1985.
- Ulrich S. Soénius: Ludolf Camphausen und David Hansemann. Rheinische Unternehmer, Politiker, Bürger. In: Karlheinz Gierden (Hrsg.): Das Rheinland – Wiege Europas? Eine Spurensuche von Agrippina bis Adenauer. Köln 2011, S. 235–257, ISBN 978-3-431-03859-0.
- Jodocus Donatus Hubertus Temme: Augenzeugenberichte der Deutschen Revolution 1848/49. Ein preußischer Richter als Vorkämpfer der Demokratie. Wissenschaftliche Buchgesellschaft, Darmstadt 1996, ISBN 3-534-12756-0.
- Richard H. Tilly: Vom Zollverein zum Industriestaat. Die wirtschaftlich-soziale Entwicklung Deutschlands 1834 bis 1914. München 1990.
- H. C. Vogel: Todes-Anzeige. In: Astronomische Nachrichten, Band 126 (1891), S. 343, bibcode:1891AN....126Q.343. (Nachruf auf G. L. Camphausen aus astronomischer Perspektive).
- Hans-Ulrich Wehler: Deutsche Gesellschaftsgeschichte. Band 2: Von der Reformära bis zur industriellen und politischen Deutschen Doppelrevolution 1815–1845/49. München 1989, ISBN 3-406-32262-X.
- Karl Wippermann: Camphausen, Ludolf. In: Allgemeine Deutsche Biographie (ADB). Band 47, Duncker & Humblot, Leipzig 1903, S. 425–428.